# 1940

## أحداث
- تأسيس مدينة باروس بلانكوس [الإنجليزية] وتقع حاليا في الأوروغواي.
- تأسيس مدينة حولون.
- 11 يونيو: بدء حصار مالطا والذي استمر إلى 20 نوفمبر 1942.
- نهاية حرب الشتاء في 13 مارس 1940 والتي بدأت في 30 نوفمبر 1939.
- بداية الحرب الفرنسية التايلندية في 1 أكتوبر 1940 والتي انتهت في 9 مايو 1941.

### أبريل
- 13 أبريل ألمانيا النازية تقوم باحتلال الدنمارك.
- 17 أبريل ألمانيا النازية تقوم باحتلال النرويج.

### مايو
- 14 مايو ألمانيا النازية تقوم باحتلال هولندا.
- 28 مايو ألمانيا النازية تقوم باحتلال بلجيكا.

### يونيو
- 3 يونيو ألمانيا النازية تقوم باحتلال لكسمبورغ.
- 28 يونيو ألمانيا النازية تقوم بالتعاون مع إيطاليا باحتلال فرنسا.

### يوليو
- 30 يوليو تأسست المؤسسة الأمريكية للأسماك والحياة البرية.

### سبتمبر
- 9 سبتمبر إيطاليا تغزو مصر.

### ديسمبر
- 22 ديسمبر -الجيش الألماني يقصف مدينة مانشستر الإنجليزية.

## مواليد
- عائشة ليمو، كاتبة بريطانية.
- بطرس خوند ، سياسي لبناني.
- عواطف البدر ، كاتبة دراما ومنتجة وإعلامية كويتية.
- محمد حسين الصغير، فيلسوف إسلامي عراقي.
- عيسى صقر ، نحات ورسام زيتى كويتى.
- عبد الوهاب المزين ، قائد عسكري كويتى.
- رجاء البدر ، مصممة ازياء كويتية.

### يناير
- 24 يناير -  يواخيم غاوك، رئيس ألمانيا السابق.

### فبراير
- 9 فبراير -  ناجي جبر، ممثل سوري.

### مارس
- 15 مارس -  إبراهيم الصلال، ممثل كويتي.
- 19 مارس -  باربرا فرانكلين، سياسية من الولايات المتحدة الأمريكية.

### أبريل
- 25 أبريل -  آل باتشينو، ممثل سينمائي ومسرحي أمريكي.

### مايو
- 17 مايو -  عادل إمام، ممثل مصري.

سبتمبر
- 25 سبتمبر -  رؤوف عياد، رسام كاريكاتير مصري.

### أكتوبر
- 9 أكتوبر -  جون لينون ، مغني وشاعر وعازف جيتار أمريكي.
- 23 أكتوبر - بيليه لاعب كرة قدم برازيلي.

### نوفمبر
- 18 نوفمبر -  قابوس بن سعيد - سلطان عمان.

### ديسمبر
- يوسف النصف . سياسي كويتي.

## وفيات
- أمين الريحاني
- بترو الطرابلسي
- عثمان زناتي
- محمد مسعود بك

## نال جائزة نوبل
- في الفيزياء – محجوبة بسبب الحرب.
- في الكيمياء – محجوبة بسبب الحرب.
- في الطب – محجوبة بسبب الحرب.
- في الأدب – محجوبة بسبب الحرب.
- في السلام – محجوبة بسبب الحرب.